# WTA de Ostrava
O WTA de Ostrava – ou Agel Open, atualmente – é um torneio de tênis profissional feminino, de nível WTA 500.
Realizado em Ostrava, no leste da Tchéquia, estreou em 2020. Os jogos são disputados em quadras duras cobertas durante o mês de setembro.

## Finais

### Simples
| Ano  | Campeã             | Vice-campeã       | Resultado      |
| ---- | ------------------ | ----------------- | -------------- |
| 2022 | Barbora Krejčíková | Iga Świątek       | 5–7, 7–64, 6–3 |
| 2021 | Anett Kontaveit    | Maria Sakkari     | 6–2, 7–5       |
| 2020 | Aryna Sabalenka    | Victoria Azarenka | 6–2, 6–2       |

### Duplas
| Ano  | Campeãs                        | Vice-campeãs                     | Resultado |
| ---- | ------------------------------ | -------------------------------- | --------- |
| 2022 | Catherine McNally Alycia Parks | Alicja Rosolska Erin Routliffe   | 6–3, 6–2  |
| 2021 | Sania Mirza Zhang Shuai        | Kaitlyn Christian Erin Routliffe | 6–3, 6–2  |
| 2020 | Elise Mertens Aryna Sabalenka  | Gabriela Dabrowski Luisa Stefani | 6–1, 6–3  |